# Tuiston
Tuiston lub Tuisto – według Germanii rzymskiego historyka Tacyta germański bóg: zrodzony z ziemi. 
Przypisywano mu syna Mannusa: twórcę i założyciela ludu, który z kolei miał być ojcem trzech innych bogów: Ingewona, Hermiona i Istewona od których imion mają pochodzić nazwy następujących szczepów germańskich:
- Ingewonów (mieszkający najbliżej Oceanu),
- Hermionów (środkowych okolic),
- Istewonów (pozostali).

Obok wyżej wymienionych bóstw Tacyt dalej pisze, że Germanie najbardziej czczą Merkurego któremu składają ofiary z ludzi, Marsa i Herkulesa, a niektóre plemiona boginię Nerthus (Matkę Ziemię), Izydę oraz Kastora i Polluksa określanych przez nich mianem - Alkowie. 
Bóstwom tym nie budowano świątyń ani nie robiono podobizn ludzkich; za miejsca kultu służyły święte gaje i dąbrowy. Powszechne były wróżby losowe, z głosów i lotów ptaków a zwłaszcza z zachowań specjalnie hodowanych świętych koni nie skalanych żadną pracą.
Obecnie większość badaczy uważa, że pod imieniem Tuistona kryje się bóstwo będące odpowiednikiem skandynawskiego Tyra, a według innych olbrzyma Ymira.